# Korolev (krater księżycowy)
Korolev – duży krater uderzeniowy na Księżycu, o gładkich ścianach. Znajduje się na niewidocznej z Ziemi stronie Księżyca. Nazwa krateru pochodzi od Siergieja Korolowa, radzieckiego mechanika oraz konstruktora rakiet i statków kosmicznych. Razem z kraterami Hertzsprung i Apollo tworzy grupę trzech wielkich kraterów pierścieniowych znajdujących się na niewidocznej stronie Księżyca.
Jest to krater dwupierścieniowy. Zewnętrzna krawędź jest mocno zniszczona i zerodowana, a wiele mniejszych kraterów leży na całym obwodzie obręczy i niskiej ścianie wewnętrznej. Wnętrze stanowi dość płaskie dno w stosunku do otaczającego terenu, lecz wiele różnych rozmiarów kraterów oznakowało Koroleva jakby śladami po ospie. Najbardziej godnymi uwagi kraterami we wnętrzu są kratery Korolev M w południowej części podłogi i Korolev D obok północno-wschodniej obręczy.
Wewnątrz krateru Korolev znajduje się drugi – wewnętrzny. Jest on znacznie mniej wyraźny. Ma on w przybliżeniu połowę średnicy zewnętrznego pierścienia, a najbardziej nienaruszony jest w części wschodniej. Tutaj tworzy wyraźny łuk grzebieniowy. Krater ten nie posiada w sobie centralnego szczytu. Jednakże kratery Korolev B, Korolev T i Korolev L leżą w środku wewnętrznego pierścienia.
W okolicach krateru Koroleva skorupa księżycowa ma swoją największą grubość, osiągając 117 km.

## Satelickie kratery
| Korolev | Szerokość | Długość  | Średnica |
| ------- | --------- | -------- | -------- |
| B       | 3,9° S    | 156,1° W | 22 km    |
| C       | 1,3° S    | 153,2° W | 68 km    |
| D       | 0,8° S    | 151,5° W | 26 km    |
| E       | 3,9° S    | 153,2° W | 37 km    |
| F       | 4,6° S    | 152,6° W | 31 km    |
| G       | 6,0° S    | 153,3° W | 12 km    |
| L       | 6,0° S    | 156,7° W | 30 km    |
| M       | 8,8° S    | 157,3° W | 58 km    |
| P       | 8,1° S    | 159,9° W | 17 km    |
| T       | 4,4° S    | 157,7° W | 22 km    |
| V       | 1,3° S    | 161,8° W | 20 km    |
| W       | 0,4° S    | 160,3° W | 34 km    |
| X       | 0,6° N    | 159,0° W | 28 km    |
| Y       | 0,7° N    | 158,2° W | 19 km    |